# Ibou Touray
Ibou Omar Touray (* 24. Dezember 1994 in Liverpool) ist ein britisch-gambischer Fußballspieler, der als Linksverteidiger für den EFL-League-Two-Club Stockport County spielt. Der gebürtige Engländer vertritt Gambia international und wurde durch seinen Vater qualifiziert.
Touray begann seine Karriere beim lokalen Verein Everton, verließ ihn jedoch 2014, nachdem er für die erste Mannschaft nicht zum Einsatz kam. Er verbrachte aufeinanderfolgende Spielzeiten in den unteren Ligen bei Chester, Rhyl und Nantwich Town, bevor er 2017 zum Team der National League North, Salford City, unterschrieb. In seinen ersten beiden Spielzeiten verhalf er ihnen zu aufeinanderfolgenden Aufstiegen, zuerst in die National League und dann in die League Two, das erste Mal in seiner Geschichte, dass Salford die englische Football League erreichte. Er war der dienstälteste Spieler in der Vereinsgeschichte und verhalf dem Verein zum Gewinn des EFL-Trophy-Finales 2020. Ab 2022 war er Mannschaftskapitän.
Touray gab 2015 sein internationales Debüt für Gambia und vertrat sein Land beim Afrika-Cup 2021, ihrem ersten großen internationalen Turnier überhaupt, und verhalf Gambia zum Einzug ins Viertelfinale.

## Karriere
Touray wurde in Toxteth, Liverpool, geboren und begann seine Karriere bei Everton, nachdem er dem Verein 2011 beigetreten war. Er stand kurz davor, zu Liverpool zu wechseln, bevor er stattdessen zu Everton wechselte. Nachdem er das Jugendsystem von Everton durchlaufen hatte, unterzeichnete er im Juli 2013 seinen ersten Profivertrag beim Verein. Obwohl er in der Saison 2013/14 das Trikot mit der Nummer 40 erhielt, wurde er im Mai 2014 vom Verein entlassen.
Nachdem er Everton im Sommer verlassen hatte, absolvierte Touray ein Probetraining bei den Tranmere Rovers. Nachdem der Prozess erfolglos geblieben war, wechselte er am 13. September 2014 zu Chester, nachdem er während eines Saisonvorbereitungsspiels zwischen Tranmere und Chester die Aufmerksamkeit von Manager Steve Burr auf sich gezogen hatte.
Nachdem er gegen Woking als unbenutzter Ersatzspieler aufgetreten war, gab Touray drei Tage später sein Debüt in Chester und wechselte zum Verein, als er in der ersten Halbzeit beim 2:0-Sieg gegen Southport eingewechselt wurde. Seit seinem Debüt in Chester etablierte sich Touray schnell in der Startelf des Vereins und spielte im linken Mittelfeld. Seine Leistung erregte die Aufmerksamkeit des League-One-Teams Oldham Athletic, bei dem er zweimal auf der Ersatzbank saß. Nach seiner Rückkehr trat er in jedem Spiel auf, bis er wegen einer „wilden Herausforderung“ gegen Nicky Clee vom Platz gestellt wurde, bei einer 1:4-Niederlage gegen Altrincham am 31. Dezember 2014. Obwohl er eine Sperre von drei Spielen verbüßte, verlor Touray für den Rest der Saison seinen Platz in der ersten Mannschaft und wurde vom Verein entlassen.
Nachdem er Chester verlassen hatte, zog Touray nach Wales, als er sich Rhyl anschloss.
Touray gab sein Rhyl-Debüt im Eröffnungsspiel der Saison, bei einem 1:1-Unentschieden gegen Bangor City am 21. August 2015 und startete das gesamte Spiel. Seit seinem Rhyl-Debüt etablierte er sich in der Startelf der Mannschaft, obwohl er ein Spiel wegen einer Sperre verpasste. Erst am 9. April 2016 erzielte Touray seine ersten Tore, beim 5:0-Sieg über Port Talbot Town. Rhyl hatte 16 Spiele lang nicht gewonnen und wurde wegen verdächtiger Wettmuster wegen Spielmanipulationen angeklagt. Am Ende der Saison bestritt Touray insgesamt 29 Spiele und erzielte insgesamt zwei Tore.
Nach einer Saison bei Rhyl wurde Touray im Mai 2016 von Rhyl veröffentlicht.
Nachdem er von Rhyl entlassen wurde, unterschrieb er bei Nantwich Town. Sein Wechsel erfolgte auf Empfehlung des Clubmanagers Dave Cooke.
Touray gab sein Debüt in Nantwich Town im Eröffnungsspiel der Saison, bei einem 1:1-Unentschieden gegen Ashton United. Während der gesamten Saison etablierte sich Touray als Linksverteidiger in der Startelf von Nantwich Town. Er spielte auch eine Rolle, als der Verein das Elfmeterschießen zum Finale des Cheshire Senior Cup gegen Warrington Town mit 5:3 gewann. Allerdings verlor der Verein das Finale, nachdem er gegen Crewe Alexandra mit 3:2 verloren hatte.
Nach 41 Einsätzen in allen Wettbewerben wurde Touray zum jungen Spieler des Jahres des Vereins gekürt.
Touray spielt 2017 für Salford City. Im Mai 2017 unterschrieb er bei Salford City. Touray gab sein Debüt in Salford City im Eröffnungsspiel der Saison, bei einer 0:2-Niederlage gegen Darlington. Nach einer beeindruckenden Saison 2020–2021 wurde Touray bei der jährlichen Preisverleihung der Liga in das Team der Saison 2020–2021 der EFL League Two gewählt.
Am 22. Juni 2021 unterzeichnete Touray einen neuen Zweijahresvertrag; Touray und Manager Gary Bowyer nannten beide eine Verbindung zu Salfords Anhängern als Schlüssel zum neuen Deal. Am 14. Januar 2023 bestritt er seinen 250. Auftritt in Salford beim 2:0-Ligasieg gegen Sutton United. Zusammen mit seinem Teamkollegen Elliot Watt wurde Touray in das EFL League Two Team of the Season für die Saison 2022–2023 gewählt.
Im Juni 2023 wurde bekannt gegeben, dass er am 1. Juli 2023 einen Vertrag bei Stockport County unterschreiben würde.

## Internationale Karriere
Sein Länderspieldebüt für Gambia gab er 2015. Touray ist durch seinen Vater, der im Alter von 16 Jahren nach England zog, für Gambia zugelassen und einer von mehreren aus der gambischen Diaspora einberufenen Personen, die zur Verbesserung der Ergebnisse des Landes beigetragen haben. In einem Interview im Jahr 2021 sagte Touray, sein stolzester Moment im internationalen Fußball sei das 1:1-Unentschieden Gambias gegen Algerien gewesen, das zu diesem Zeitpunkt seit über zwei Jahren ungeschlagen war.
Touray spielte beim Afrika-Cup 2021, dem ersten kontinentalen Turnier seiner Nationalmannschaft, bei dem sie das Viertelfinale erreichten. Er beschrieb die Vertretung des Landes beim Turnier sowie den Besuch der Residenz von Adama Barrow, dem Präsidenten von Gambia, als „surreal“. Er verpasste krankheitsbedingt das Achtelfinalspiel gegen Guinea.